# St-Saturnin (Buhy)

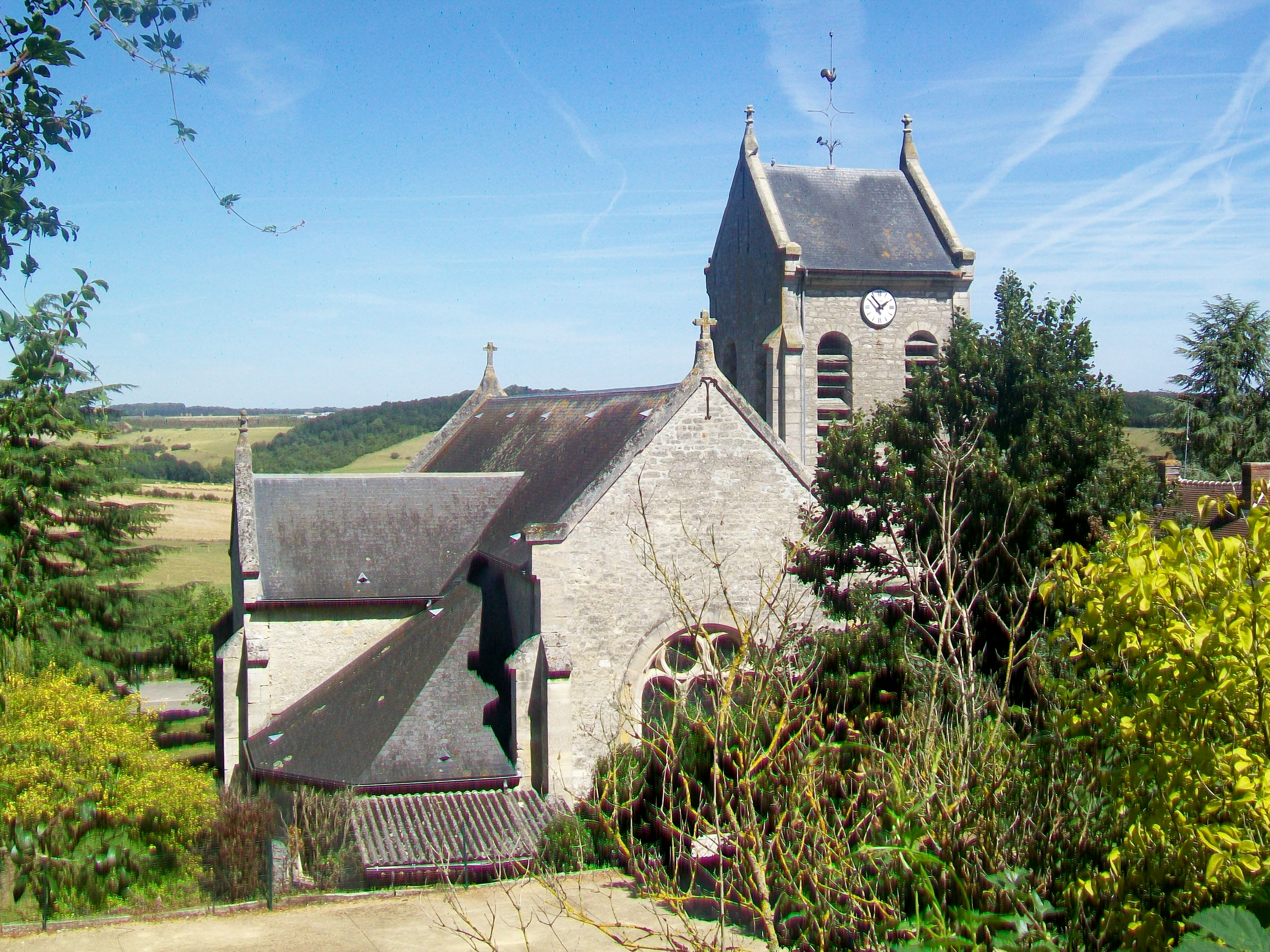
Kirche Saint-Saturnin, Südseite

Die römisch-katholische Kirche St-Saturnin in Buhy, einer französischen Gemeinde im Département Val-d’Oise in der Region Île-de-France, wurde 1878/79 errichtet.

## Geschichte
Die dem heiligen Saturninus geweihte Pfarrkirche wurde an der Stelle einer 1877 abgerissenen Kirche aus dem 12. Jahrhundert, die im 15. Jahrhundert umgebaut worden war, errichtet. 
Die heutige Saalkirche, mit einem Querarm und einem Glockenturm, wird von einem geschieferten Dach bedeckt. Der Turm besitzt auf allen Seiten rundbogige Klangarkaden im Obergeschoss. 

## Ausstattung
Von der Ausstattung ist ein romanischer Taufstein aus Kalkstein vom Ende des 12. Jahrhunderts bemerkenswert. Er ist mit Weinlaub und Weintrauben geschmückt.
Die Bleiglasfenster im Chor wurden 1945 gestiftet, sie stellen Jesus und Maria dar.